# Озерцы (Тверская область)
Озерцы — деревня в Пеновском районе Тверской области.

## География
Находится в западной части Тверской области на расстоянии приблизительно 22 км на юг по прямой от районного центра поселка Пено.

## История
Деревня была показана на карте 1825 года. В 1859 году здесь было учтено 4 двора, в 1939 — 33. До 2020 года входила в Охватское сельское поселение Пеновского района до их упразднения.

## Население
Численность населения: 67 человек (1859 год), 1 (русские 100 %) в 2002 году, 1 в 2010.